# Магнесин
Магнесин — бесконтактная магнитоэлектрическая машина, являющаяся индикаторной системой синхронной связи. Термин «магнесин» образован слиянием от греческих слов «magnetis» — магнит и «synchronos» — одновременный. Применяется для синхронизации поворота осей механизмов, находящихся на небольшом расстоянии друг от друга и с практическим отсутствием момента сопротивления на валу приёмника.
Магнесин состоит из тороидального статора без пазов, набранного из листов электротехнической стали и механически связанного с осью датчика ротора в виде цилиндрического постоянного магнита. Статор окружает кольцевая однофазная обмотка, подключенная к сети переменного тока и имеющая две отпайки, делящие обмотку вместе с её концами на три равные части. Эти отпайки для датчика и приёмника электрически соединены друг с другом.
Магнесин использует два магнитных потока. Один магнитный поток создаётся переменным током сети однофазной обмотки с целью периодического изменения магнитного сопротивления тороида. Другой магнитный поток создаётся постоянным магнитом ротора, как в обычной двухполюсной электрической машине. Он наводит в фазах обмотки статора ЭДС с величиной, зависящей от положения ротора.